# Römisch-katholische Kirche in Marokko

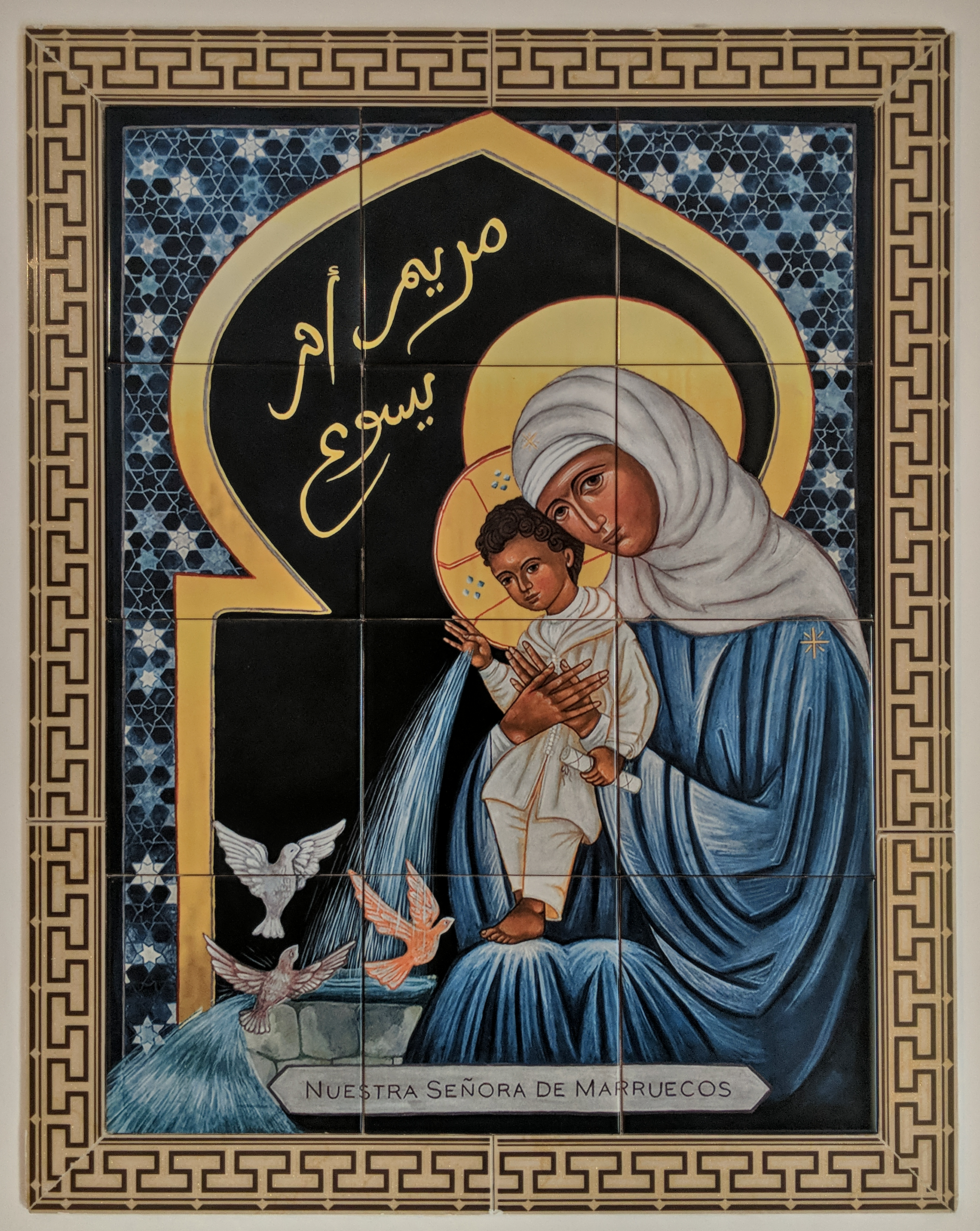
Ikone Unsere Liebe Frau von Marokko aus dem Kloster der Unbeschuten Karmeliten in Tanger

Die römisch-katholische Kirche in Marokko ist Teil der weltweiten römisch-katholischen Kirche. Die Katholiken sind eine kleine Minderheit in dem zu über 98 % von Muslimen bewohnten Land.

## Überblick
Zur römisch-katholischen Kirche Marokkos gehörten im Jahr 2018 insgesamt 32 Pfarreien mit 23.000 bis 25.000 Mitgliedern in den beiden Erzbistümern. Es engagieren sich in den Pfarreien 23 Priester und vier Ordensgeistliche, darüber hinaus sind 142 Ordensfrauen in insgesamt 32 Einrichtungen tätig. Die römisch-katholische Kirche in Marokko unterhält drei wesentliche Kirchen, die Kathedrale von Rabat, die Kathedrale von Tanger sowie die Kirche Unsere Liebe Frau von Lourdes (Casablanca) sowie auch die Kirche der Heiligen Märtyrer in Marrakesch. Vom 30. bis 31. März 2019 besuchte Papst Franziskus Marokko mit dem Fokus des interkulturellen und interreligiösen Dialogs der Religionen. Die Caritas Marokko ist in drei Caritas-Zentren in Rabat, Tanger und Casablanca vertreten.
Der Heilige Stuhl unterhält diplomatische Beziehungen mit Marokko. Apostolischer Nuntius ist seit Dezember 2023 der maltesische Erzbischof Alfred Xuereb.
In der von Marokko annektierten Westsahara besteht die von der römisch-katholischen Kirche Marokkos unabhängige Apostolische Präfektur Westsahara.

## Gliederung
Die römisch-katholische Kirche Marokkos ist in zwei Erzbistümer unterteilt:
- Erzbistum Rabat[4]
- Erzbistum Tanger[5]

## Galerie

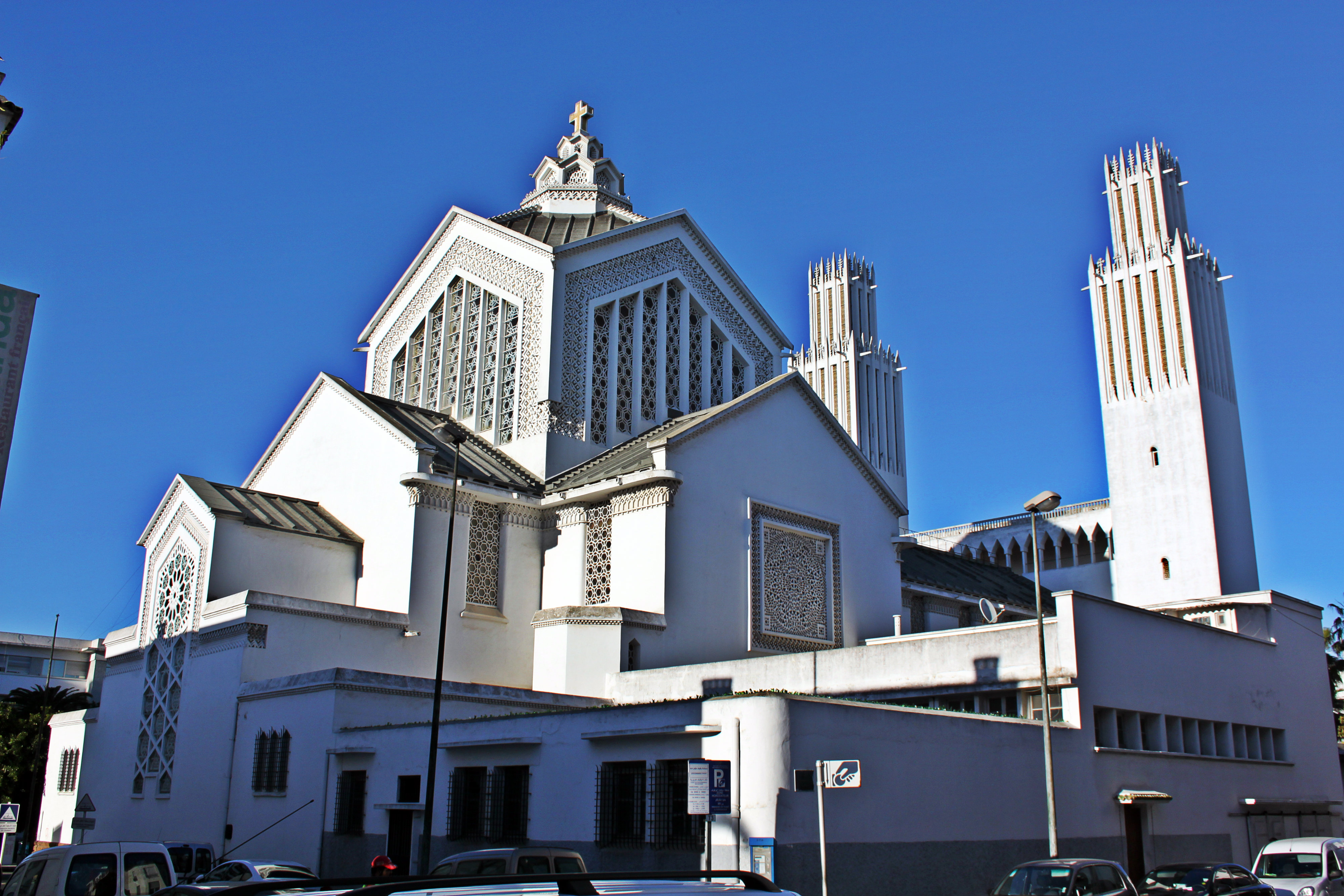
Kathedrale von Rabat
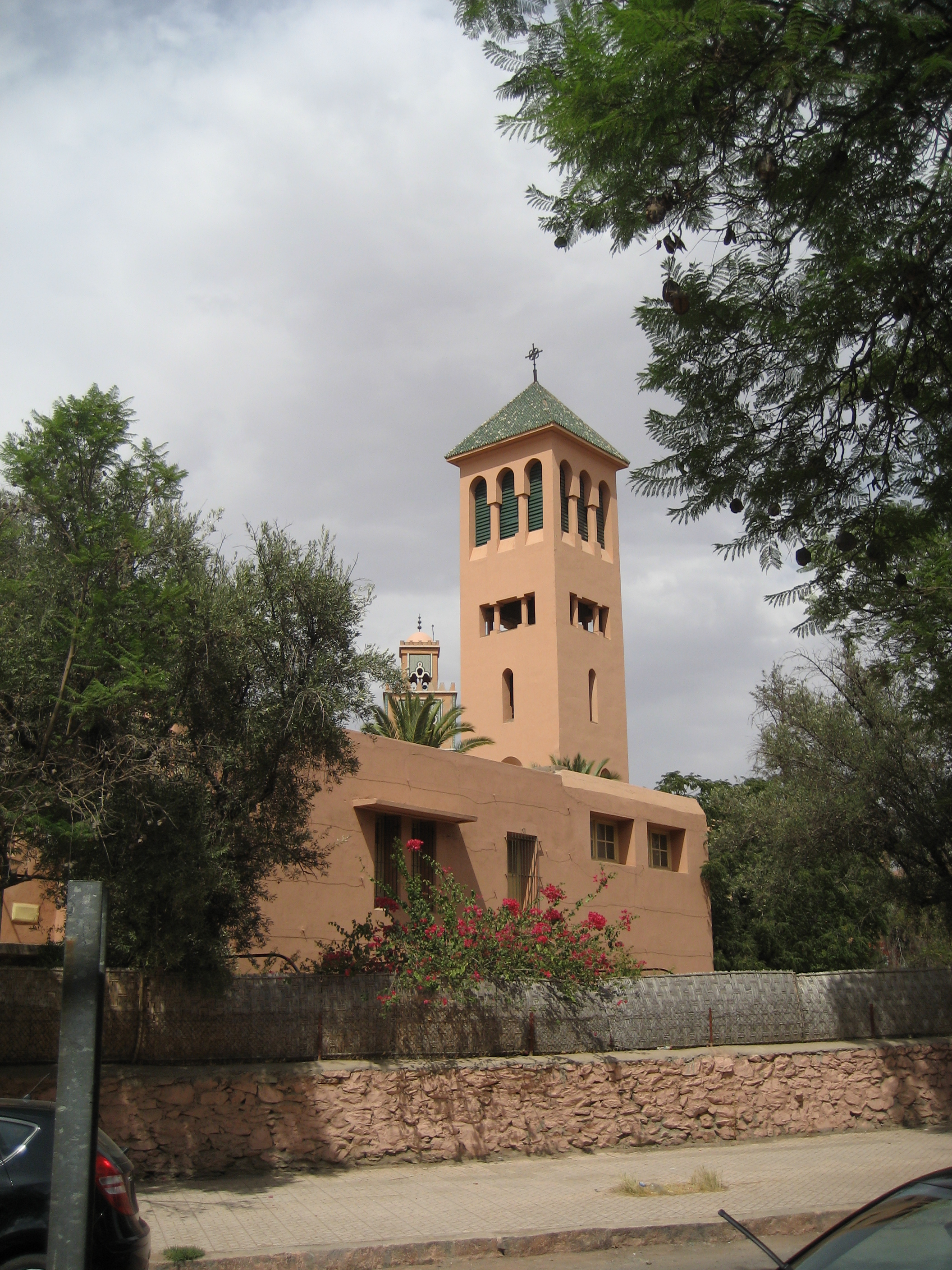
Kirche der Heiligen Märtyrer, Marrakesch